# Josef Kliersfeld
Josef Kliersfeld (* 2. Dezember 1908 in Stettin; † 10. September 1988 in Tustin, Orange County, Kalifornien), nach 1949 Joseph Kalir, war ein deutscher Rabbiner und Professor für Religionswissenschaften.

## Leben

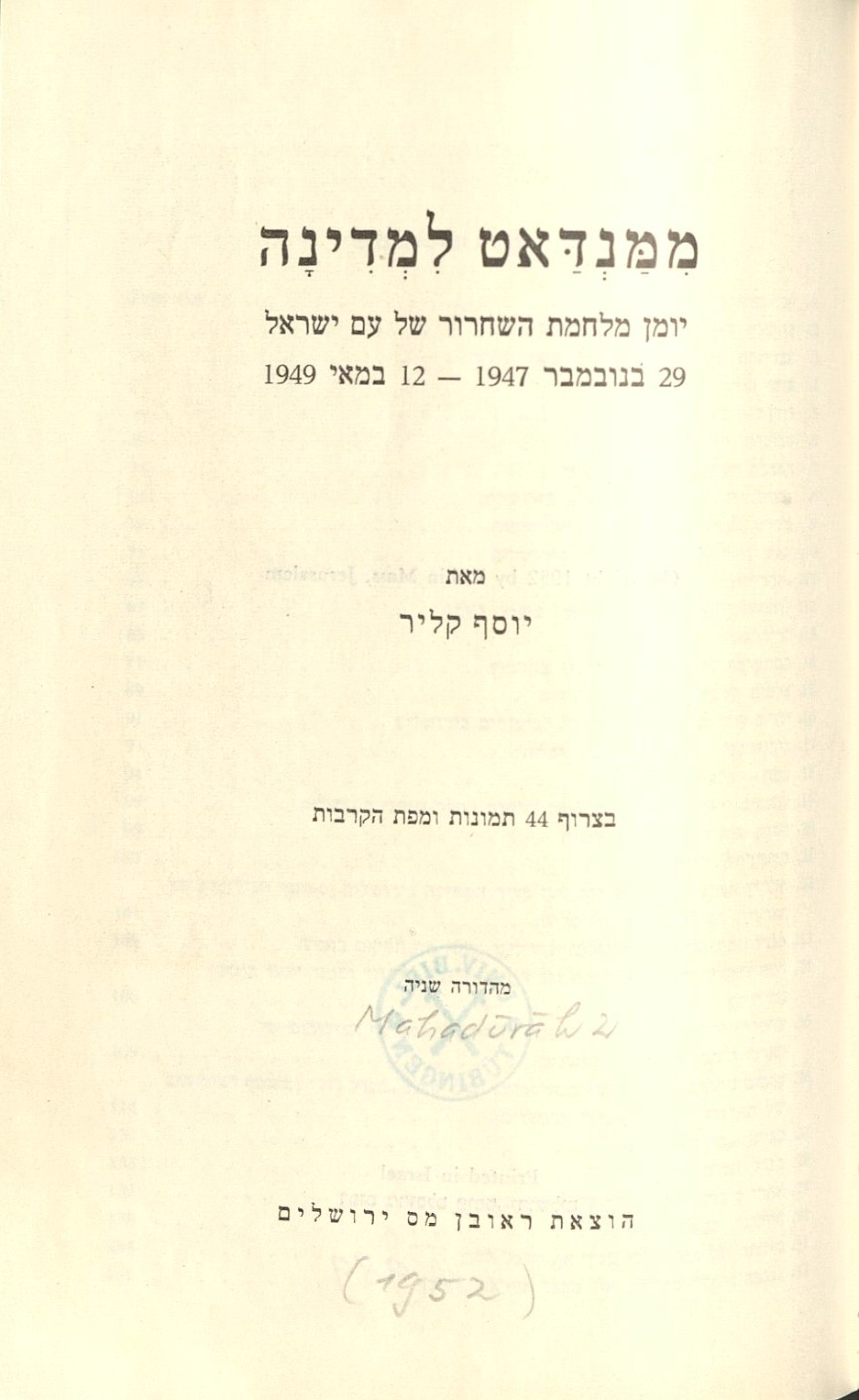
Mi-mandat li-medinah (1952)

Josef Kliersfeld war ein Sohn des Geschäftsmanns Herman Kliersfeld und der Regina Stegmann, beide stammten aus Österreich. Die Familie zog nach Hamborn (Duisburg), er hatte vier Geschwister, von denen nur zwei sich vor der deutschen Judenverfolgung retten konnten, auch seine Eltern wurden Opfer des Holocaust. Die Schule brach er aus wirtschaftlichen Gründen zunächst ab, machte eine kaufmännische Lehre, engagierte sich in einem Hamborner Hechaluz-Verein und arbeitete als Möbelverkäufer. 1930 legte er dennoch mit seinem Weggefährten Hermann Ostfeld (dem späteren Rabbiner in Göttingen) das Abitur ab. Er studierte Wirtschaftsgeschichte, Neuere Geschichte, Philosophie und Semitistik in Berlin und Würzburg und wurde 1933 für seine Dissertation Die Haltung Kaiser Wilhelms II zur Arbeiterbewegung und zur Sozialdemokratie in Würzburg promoviert. Im Jahr 1935 machte er sein Rabbinerexamen an der Hochschule für die Wissenschaft des Judentums und wurde 1936 als Nachfolger von Moritz David zum Rabbiner in Bochum berufen.
1938 wurde Kliersfeld von einem befreundeten Offizier der Nationalsozialisten, Hans Wnuk, gebeten, einen längeren Urlaub in der Schweiz zu machen und so den anstehenden Repressalien durch die Nationalsozialisten zu entgehen. Im gleichen Jahr wurde er verhaftet und in das Konzentrationslager Sachsenhausen gebracht. Auf Bitten seiner Frau Hilda bei Wnuk wurde er nach sechs Wochen entlassen und im Februar 1939 emigrierte Kliersfeld nach Palästina in die Region des heutigen Staates Israel. 
Gemeinsam mit seiner Familie, 1941 wurde seine Tochter Shula geboren lebte er 16 Jahre dort. 1949 ein Jahr nach der Gründung des Staates Israel, änderte er seinen Namen in Joseph Kalir.
1955 verließ er Israel und ging gemeinsam mit seiner Frau nach Schweden. Bis 1957 war er Rabbiner in Göteborg und reiste dann in die Vereinigten Staaten nach Boston, wo er Professor am Hebrew Teachers College in Brookline wurde. Von 1965 bis 1980 war er Rabbiner im Tempel Beth Shalom in Santa Ana und ging dann als Professor für Religionswissenschaften an die California State University, Fullerton.

## Schriften
- Mi-mandat li-medinah : yoman milḥemet ha-shiḥrur shel ʻam Yisraʼel, 29 be-November 1947-12 be-Mai 1949. Jerusalem: Rubin Mass, 1952 (he)